# خلیج سامبورومبون

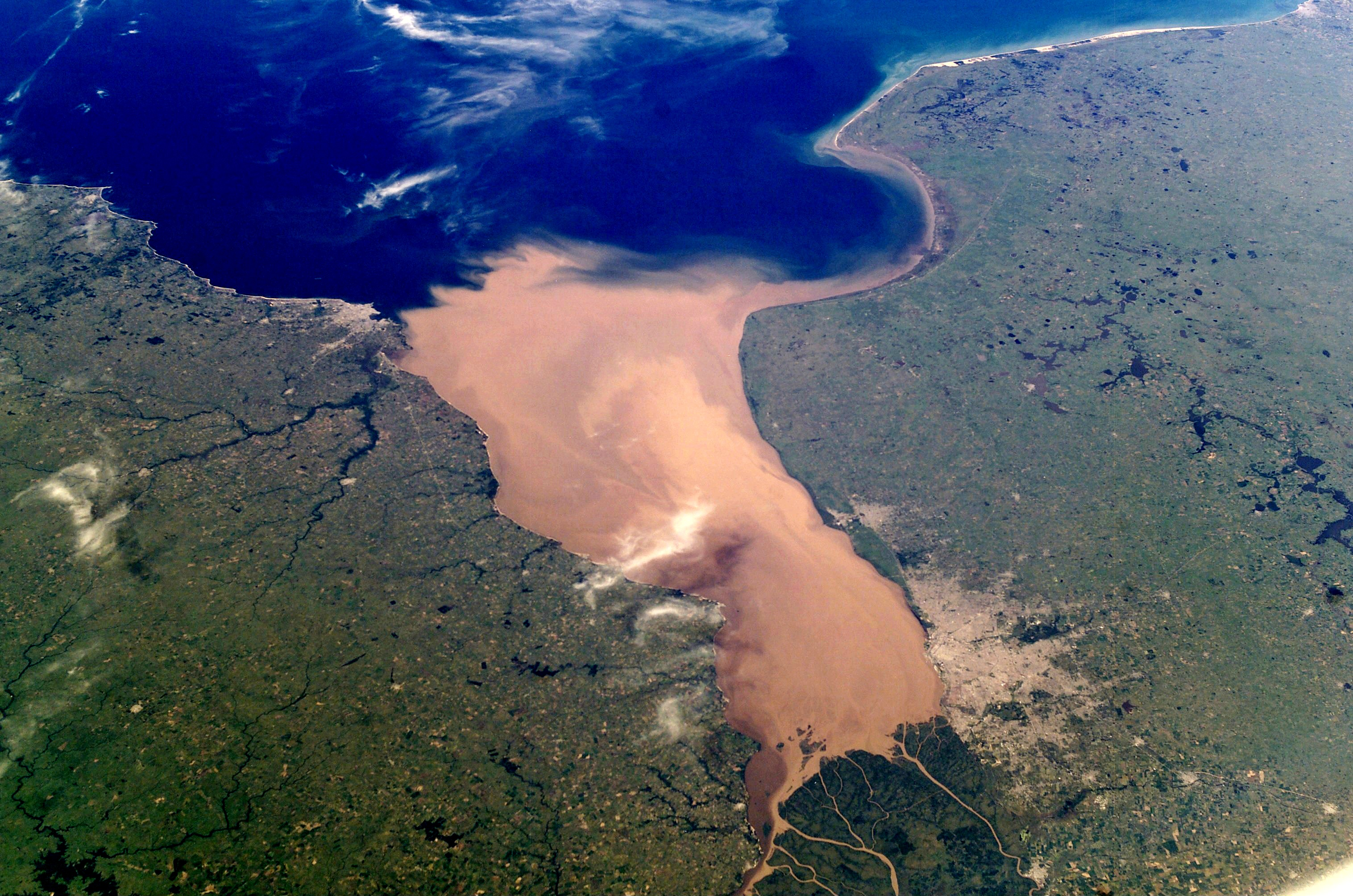
نمایی از خلیج سامبورومبون در سال ۲۰۰۳

 خلیج سامبورومبون  (به اسپانیایی: بائیا د سامبوروبون bahia de samborombon) خلیجی به طول ۱۳۵ کیلومتر، در اقیانوس اطلس و در ۱۶۰ کیلومتری جنوب شرق شهر بوئنوس آیرس آرژانتین می‌باشد. چندین رود از جمله رود سالادو (سالادوی جنوبی – سالادو دل سور) به این خلیج می‌ریزند.